# تشارلز بولز
تشارلز بولز (بالإنجليزية: Charles Bowles)‏ هو قاضي ومحامي وسياسي أمريكي، ولد في 24 مارس 1884 في ييل في الولايات المتحدة، وتوفي في 30 يوليو 1957 في ديترويت في الولايات المتحدة. حزبياً، نشط في الحزب الجمهوري.